# Premier détroit des Kouriles
Le premier détroit des Kouriles (russe : пролив Первый Курильский, japonais : 占守海峡, détroit de Chumushu), également connu sous le nom de détroit des Kouriles, est un détroit qui sépare l'île Choumchou, la plus orientales des îles Kouriles, du cap Lopatka, sur la péninsule du Kamtchatka, dans l'Extrême-Orient russe. 
Le détroit relie la mer d'Okhotsk (au nord) à l'océan Pacifique (au sud). Long de 15 km, le détroit a une largeur minimale de 12 km. 
De 1875 à 1945, il symbolisait la frontière entre la Russie (puis l'Union soviétique) et le Japon. Il marque aujourd'hui la frontière entre deux sujets fédéraux russes : l'oblast de Sakhaline qui englobe les îles Kouriles au sud-ouest et le kraï du Kamtchatka au nord-est.
Les récifs Lopatka et Kurbatovskaïa sont situés au nord-ouest de l'entrée du détroit.